# Wols
Wols, seudónimo de Alfred Otto Wolfgang Schulze (Berlín, 27 de mayo de 1913- París, 1 de septiembre de 1951) fue un pintor y fotógrafo alemán. Fue uno de los pintores influyentes del movimiento tachista.

## Obra
Comenzó con dibujos, pinturas y acuarelas, influidos por el automatismo psíquico del movimiento creativo y cultural surrealista. Muchas de estas obras las ejecutó bajo la influencia de drogas y alcohol. Estas primeras obras son más bien expresionistas.
Más tarde se dedica a obras en las que la pincelada y el empaste cobran importancia, creando cuadros como si tuvieran relieve. A veces inscribe líneas y formas en el cuadro. Reacciona de esta manera contra el academicismo abstracto. Destaca por sus aguafuertes y por el uso de manchas (taches en francés) de color aplicadas sobre el lienzo, como ejemplifica su cuadro Composición h. 1950. Aunque no fue reconocido en vida, fue pionero de un nuevo estilo de abstracción expresiva, en una línea de desencanto similar al expresionismo abstracto estadounidense. Se le considera padre del tachismo, una de las tendencias del arte informal.
Tiene una importante obra fotográfica, realizada entre 1932 y 1941.
A él se le atribuye la cita: para ver, no es necesario saber nada, excepto cómo ver. Igualmente, dijo, 

La imagen puede estar en relación con la naturaleza como la fuga de Bach con Jesucristo; un caso así no es una copia, sino una creación análoga.